# NGC 5590
NGC 5590 est une galaxie lenticulaire située dans la constellation de la Bouvier. Sa vitesse par rapport au fond diffus cosmologique est de 3 386 ± 23 km/s, ce qui correspond à une distance de Hubble de 49,9 ± 3,5 Mpc (∼163 millions d'al). NGC 5590 a été découverte par l'astronome germano-britannique William Herschel en 1785. Cette galaxie a aussi été observée par l'astronome britannique John Herschel le 27 avril 1827 et elle a été inscrite au New General Catalogue sous la désignation NGC 5580. Il avait aussi cette même galaxie le 9 mai 1826, mais cette observation a été inscrite par John Dreyer sous la désignation NGC 5590.

## Groupe de NGC 5557
Selon Abraham Mahtessian, NGC 5590 fait partie du groupe de NGC 5557, la galaxie la plus brillante de ce groupe. Ce groupe de galaxies compte au moins sept membres. Les six autres galaxies du groupe sont NGC 5529, NGC 5544, NGC 5545, NGC 5557, NGC 5589 et NGC 5596.
A. M. Garcia mentionne aussi ce groupe, mais la galaxie NGC 5529 ne figure pas dans sa liste alors que les six autres y sont.